# Voltaire (CD-Rom, 2001)
Pour les articles homonymes, voir Voltaire (homonymie).
Voltaire est une encyclopédie sur CD-ROM sortie en 2001, consacrée au philosophe Voltaire. Le CD-Rom a été développé par Wanadoo Edition (anciennement Index+) et produit par Claude Richardet.
Le concept est identique à celui du CD-Rom encyclopédique Jean-Jacques Rousseau sorti deux ans plus tôt et réalisé par les mêmes équipes. Plus généralement, l'œuvre s'inscrit dans la lignée des CD-Rom éducatifs Le Louvre, Les Impressionnistes ou encore Moi Paul Cézanne, également édités par Wanadoo Edition.
Voltaire a bénéficié du soutien du ministère de l'Éducation nationale et a notamment été distribué dans les écoles et médiathèques de France. Les Éditions Atlas ont réédité le CD-ROM en 2004.

## Concept

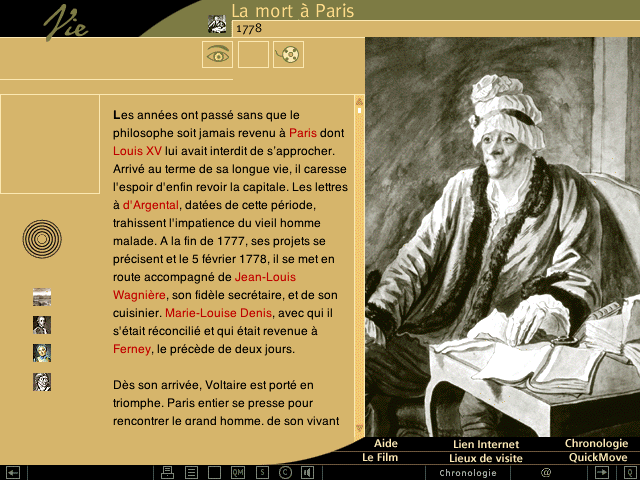
Notice synthétique du CD-Rom dédiée au décès de Voltaire.

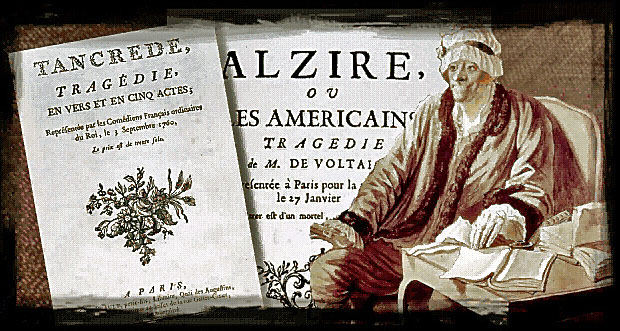
Séquence animée du CD-Rom présentant les œuvres de Voltaire.

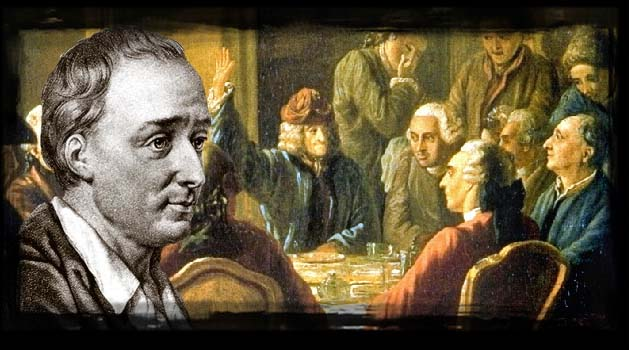
Séquence animée du CD-Rom présentant ses liens avec ses contemporains.

Le CD-Rom propose un parcours personnalisé et librement choisi à travers cinq rubriques liées au parcours du philosophe : sa vie, ses œuvres, ses idées, ses relations et les lieux qu'il a fréquentés.
Chaque thème comporte des notices synthétiques et dynamiques, des illustrations sonores, audiovisuelles et iconographiques et des extraits du film Ce diable d’homme (1978) de Marcel Camus avec Claude Dauphin dans le rôle de Voltaire. Au total, le CD-Rom se compose de 210 notices synthétiques couvrant les différents aspects de la vie du philosophe.
Des interliens permettent une mise en parallèle des diverses rubriques : à tout moment, l'utilisateur a la possibilité de sortir d’une thématique pour se diriger vers une autre.
L'équipe de rédacteurs des textes est dirigée par René Pomeau, membre de l'académie des Sciences morales et politiques et spécialiste de Volltaire.
Le CD-Rom explore la personnalité et l'œuvre du philosophe. C'est un défenseur fervent de la liberté de pensée, mais aussi l'adepte d'une manière nouvelle de penser, davantage en prise sur le réel, qui récuse les « systèmes » abstraits élaborés depuis Descartes.

## Ventes
Le prix de vente du CD-Rom à sa sortie se situe entre 249 et 300 francs,. Voltaire paraît à une période où le marché du CD-Rom encyclopédique commence à perdre sa bonne dynamique des années 1990. En juin 2001, un article de Libération consacré au CD-Rom cite ainsi le producteur Claude Richardet, qui déclare : « Ce genre de produits ne trouve pas de place dans les magasins. Il n'y a plus de marché du CD-Rom culturel. »
Un article rétrospectif publié par Planète Aventure en 2023 affirme pour sa part que « Le CD-ROM Jean-Jacques Rousseau, sorti en 1999, est un succès : il totalise plus de 100.000 ventes avant d'être réédité une seconde fois à 280.000 exemplaires pour le compte des éditions Atlas. Le CD-ROM Voltaire, sorti en 2001 alors que le marché commence déjà à évoluer, connaît des ventes plus faibles, mais néanmoins correctes. »

## Fiche technique

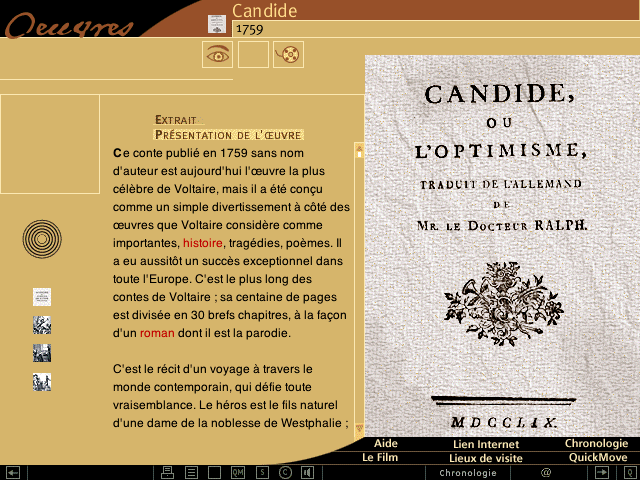
Fiche dédiée à Candide parmi les œuvres du philosophe.

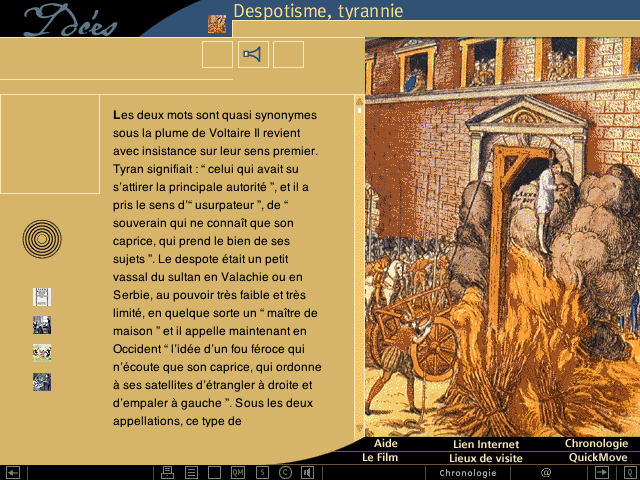
Une fiche de la rubrique "Les idées de Voltaire"

- Producteur délégué : Claude Richardet.
- Edition : Wanadoo Editions.
- Production : Cybèle Productions et Incoprom Genève.
- Financements : Interreg France-Suisse II (Union Européenne), ville de Ferney-Voltaire, Région Auvergne-Rhône-Alpes, Conseil général de l'Ain, Communauté de communes du pays de Gex, préfecture de la région Rhône-Alpes, Auberge de l'Europe, Secrétariat d'Etat à l'Economie, Organisme Genevois de la Loterie Romande, canton de Genève et ville de Genève.
- Direction éditoriale : Emmanuel Olivier et Vincent Berlioz
- Graphismes : Stéphanie Didon-Morel, Philippe Gaudé et David Berlioz.
- Supervision des contenus : professeur René Pommeau.
- Coordination des contenus : professeur Raymond Trousson.
- Rédaction des contenus : Christiane Mervaud, Manuel Couvreur, Frédéric S. Eigeldinger, Simone Goyard-Fabre, Lucien Choudin, Gregory Brown, Sylvain Menant, Roland Mortier, Charles Porset, Jacques Spica, Valérie Van Grugten-André et Volpilhac-Auger.
- Narration : Michel Ferber et Jean-Paul Raccodon.
- Collaboration à l’iconographie : Charles Wirtz.
- Support : CD-Rom hybride pour PC/Mac.
- Date de sortie : 2001
- Réédition en 2004 : Editions Atlas Multimédia.